# Corina Mestre
Corina Emilia Mestre Vilaboy, conocida como Corina Mestre (1954-2024) fue un actriz y pedagoga cubana.
Corina Mestre fue una polifacética actriz y declamadora con excelentes dotes para la comedia y el drama. Trabajó en muchas producciones escénicas y audiovisuales, tanto de cine como de televisión y radio. Se dedicó también a la formación escénica. Ostenta el Premio Nacional de Enseñanza Artística y el Premio Nacional de Teatro.
Comprometida con los valores de la Revolución cubana Corina Mestre participó en multitud de actos conmemorativos entre los que destaca su enérgica declamación en la Plaza de la Revolución en el acto de despedida de las cenizas de  Fidel Castro o la declamación del poema de Fidel de Juan Gelman en referencia a su "entrada por las puertas anchas de la Historia".

## Biografía
Corina Mestre Vilaboy nació el  12 de octubre de 1954 en La Habana, Cuba. Desde niña mostró interés por la por la poesía y la actuación recitando ya en público con cinco años de edad versos de José Martí. Realizó los estudios de interpretación en el Instituto Superior de Arte de Cuba donde se graduó en 1981 en Artes Escénicas. En su aprendizaje intervinieron destacados pedagogos como Vladimir Pieshkin.
En 1968 entra a formar parte del movimiento Nueva Trova  interpretando poemas y canciones y a partir de 1970 trabaja en el movimiento de teatro estudiantil, en 1981 comienza a trabajar en el Grupo Teatro Estudio, dirigido por Raquel Revuelta y en otros colectivos teatrales. 
Fue profesora en la Escuela Nacional de Arte de Cuba durante más de 30 años. En 1984 entró como profesora auxiliar en el Instituto Superior de Arte de Cuba, en 1989 pasó a profesora titular hasta 2005, en ese periodo llegó a ejercer como  jefa de la Cátedra de Actuación. Impartió clases en la Escuela Internacional de Cine y Televisión de San Antonio de los Baños donde  impartió talleres de dirección de actores y dirección escénica. 
Corina Mestre formó parte del Tribunal Nacional de Actuación. Participó en la promoción de las artes escénicas realizando proyectos socioculturales en áreas rurales del país y la creación de varias escuelas de nivel medio de teatro fuera de la capital.
Falleció en la ciudad de La Habana el 1 de junio de 2024 enferma de cáncer, su cadáver fue cremado.

## Premios
Corina Mestre obtuvo premios a la actuación femenina en festivales como el Internacional Cervantino, de México; Sitges, de España y el Festival de Teatro de Moscú. Fue galardonada con la Medalla Nicolás Guillén y la Distinción Majadahonda de la UNEAC, la Distinción por la Cultura Nacional y la Réplica del Machete del Mayor Genera Máximo Gómez, que otorga el Ministerio de las Fuerzas Armadas Revolucionarias..
Entre los galardones obtenidos destacan:
- Premio Hola de la Asociación de Artistas y Críticos Hispanos de Nueva York otorgado en el año 2000.
- Premio Nacional de Enseñanza Artística otorgado en el año 2015.
- Premio Nacional de Teatro  otorgado en el año 2022.

## Algunos trabajos
Entre la infinidad de los trabajos realizados por Corina Mestre destaca las más de setenta obras realizadas con  el Grupo Teatro Estudio, dirigido por Raquel Revuelta entre las que se encuentra:
- Don Gil de las calzas verde
- El oso, La duodécima noche
- Macbeth, Bodas de sangre
- La zapatera prodigiosa
- Los pasos
- Las medallas de la señora
- La ronda
- La opinión pública
- La verbena de la paloma
- Morir del cuento
- Una lata de pintura
- Vivimos en la ciudad
- Donde crezca el amor
- El becerro de oro
- Te sigo esperando y otras

Destacó su trabajo en el teatro infantil donde destacó su trabajo en La caperucita roja y Momo y La cenicienta.
En televisión realizó muchas producciones para la TV Cubana, tanto en novelas, seriales dramatizados y teleplays, algunos de los mismos son:
- Pasión y prejuicio
- El eco de las piedras
- La casa de Bernarda Alba
- Salir de noche y Doble juego

Participó en radio donde trabajó en Radio Habana Cuba y Habana Radio y fue la voz de la Oficina del Historiador de la Ciudad. En cine destaca su participación en varias películas, la primera que hizo Vals de la Habana Vieja fue en 1988. También ha mantenido muy viva su trabajo como rapsoda y cantante colaborando con el trovador Augusto Blanca. En esta faceta se destacan los discos Este árbol que sembramos, Luna Trovera, En nombre de este tiempo y Definitivamente jueves donde canta poemas de Waldo Leyva musicados por Augusto Blanca y Ariadna Amador.